# フィル・シェニエ
フィル・シェニエ (Phil Chenier, 1950年10月30日 - ) は1970年代のプロリーグNBAで活躍したアフリカ系アメリカ人の元バスケットボール選手。カリフォルニア州バークレー出身、カリフォルニア大学中退。ポジションはガード、身長191cm、体重85kg。
1971年の入団以来約8シーズンに渡って中心選手としてボルティモア時代からのワシントン・ブレッツを支えた。1981年に現役から引退した。

## 経歴

### ドラフト
カリフォルニア大学バークレー校では3年生のシーズンに平均16.8得点をあげ、パシフィック8カンファレンスのファーストチームなどに選ばれるなどの活躍を見せた。この頃NBAとライバルリーグのABAは優秀な選手獲得を巡って熾烈な引き抜き合戦を繰り広げており、ドラフト戦線では大学生のドラフトエントリーを禁止していたNBAは、殆ど規制を設けていなかったABAによる青田買いに手を焼いていた。そこでNBAは、スペンサー・ヘイウッドによる訴訟を機会に、通常のドラフトとはまた別に新たに経済的な困難を理由にプロでのプレイを希望する選手のみを対象とした"ハードシップ・ドラフト"制を導入。シェニエはまだ大学4年目のシーズンを控えていたが、この制度を利用してドラフトにエントリーし、ハードシップドラフト4位指名でボルティモア・ブレッツに入団した。なおハードシップ・ドラフトは1976年にアーリーエントリー制度に姿を変える。シェニエはNBAドラフト史上初のアーリーエントリー選手の一人となったことになる。

### NBAキャリア
シェニエはルーキーシーズンに平均12.3得点の成績を残し、オールルーキー1stチームに選出される。以後、2人の偉大なビッグマン、ウェス・アンセルド、エルヴィン・ヘイズらと共にチームの主力選手として活躍し、ブレッツが本拠地を移転しキャピタル・ブレッツとなった1973-74シーズンには21.9得点5.3リバウンドの成績を残し、チームのリーディングスコアラーとなると共にオールスターにも初出場した。ワシントン・ブレッツとなった翌1974-75シーズンも平均20得点以上を維持し、チームはフランチャイズ記録となる60勝をあげ、プレーオフでもNBAファイナルまで勝ち上がり、シェニエはオールNBA2ndチームに選ばれている。その後もシェニエはチームの主要得点源として活躍し続けるが、ファイナルに進出して以降は40勝台の平凡な成績が続いた。1977-78シーズンも44勝38敗の成績に終わり、さらにシェニエは背中の故障でプレーオフは全休を強いられた。しかしブレッツはプレーオフを勝ち抜いて3年ぶりにファイナルに進出。シアトル・スーパーソニックスを破って優勝を果たした。シェニエはこの背中の故障が原因となってパフォーマンスが大きく低下し、成績も激減。そして1979-80シーズン中に8シーズン過ごしたブレッツから放出され、インディアナ・ペイサーズへと移籍。翌1980-81シーズンにゴールデンステート・ウォリアーズで引退を迎えた。
NBA10シーズンの成績は578試合の出場で通算9,931得点2063リバウンド1742アシスト、平均17.1得点3.6リバウン3.0アシストだった。
引退後はワシントン・ブレッツ（現ウィザーズ）の解説者となっている。
ワシントン大都市圏バスケットボールの殿堂にも選ばれている。
主な業績
- オールルーキー1stチーム　（1972）
- オールNBA2ndチーム　（1975）
- NBAオールスターゲーム　（1974, 1975, 1977）
- NBAファイナル制覇　（1978　ただし、シェニエはファイナルを全休している）